# Great Lakes Airlines
A Great Lakes Airlines (ICAO: GLA; IATA: ZK) egy kisgépes légitársaság az Egyesült Államokban. A társaság központja Wyoming államban, Cheyenne-ben található.

## Történet
1977. április 5-én Doug Voss és Ivan Simpson megalapították a légitársaságot, az első repülésre azonban 1981. október 12-ig kellett várni; az első járat Spencer és Des Moines között közlekedett. 1988-ban a légitársaság hat új célállomást vezetett be a menetrendjébe a Nagy-tavak környékén. 1994. január 19-én a légitársaság jegyezve lett a NASDAQ értéktőzsdén. 2001-ben code-share szerződés jött létre a Frontier Airlinessal és a United Airlinessal.
2010. április 7-én a Las Vegas-i Harry Reid nemzetközi repülőtér a légitársaság újabb bázisrepülőtere lett.

## Desztinációk

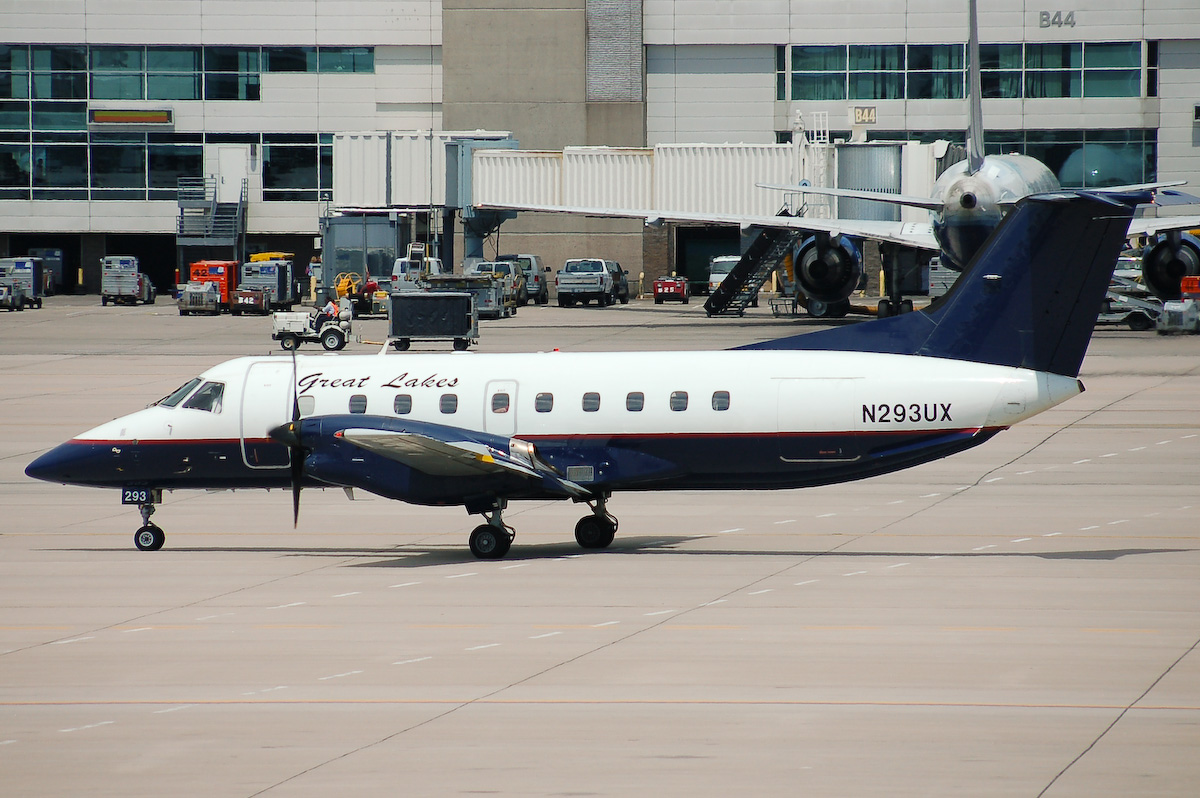
Egy Embraer 120-as Denverben

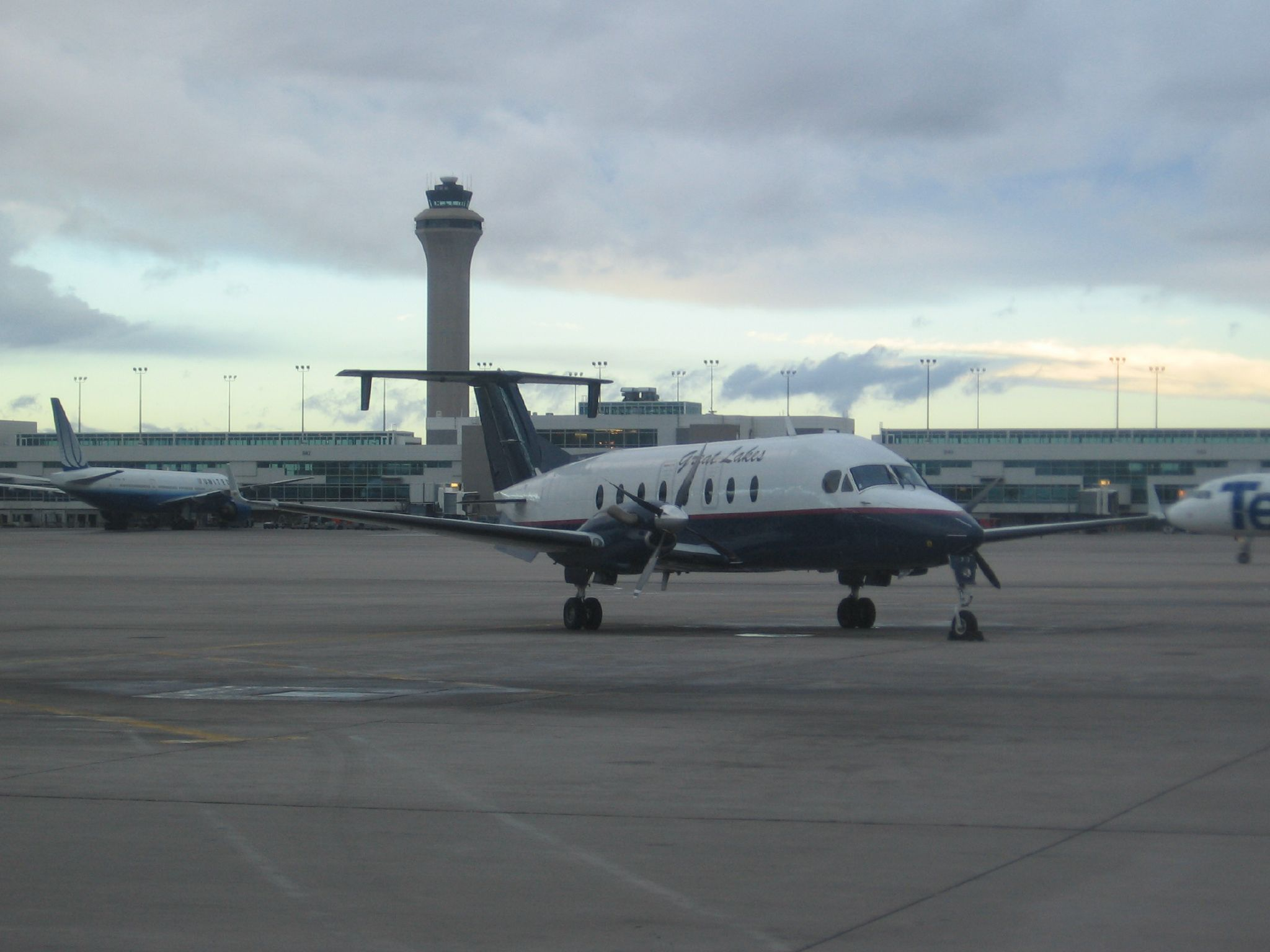
Egy Beechcraft Beech 1900D típusú gép Denverben

A légitársaság desztinációi 2010. május 1-jén:
| Város            | Állam        | Repülőtér                | Megjegyzés     |
| ---------------- | ------------ | ------------------------ | -------------- |
| Alamosa          | Colorado     |                          |                |
| Albuquerque      | Új-Mexikó    | Sunport International    | bázisrepülőtér |
| Alliance         | Nebraska     |                          |                |
| Billings         | Montana      | Logan International      | bázisrepülőtér |
| Chadron          | Nebraska     |                          |                |
| Cheyenne         | Wyoming      | International            |                |
| Clovis           | Új-Mexikó    |                          |                |
| Cortez           | Colorado     |                          |                |
| Denver           | Colorado     | International            | bázisrepülőtér |
| Dickinson        | Észak-Dakota |                          |                |
| Dodge City       | Kansas       |                          |                |
| Ely              | Nevada       |                          |                |
| Farmington       | Új-Mexikó    |                          |                |
| Ft. Leonard Wood | Missouri     |                          |                |
| Garden City      | Kansas       |                          |                |
| Gillette         | Wyoming      |                          |                |
| Glasgow          | Montana      |                          |                |
| Glendive         | Montana      |                          |                |
| Grand Island     | Nebraska     |                          |                |
| Great Band       | Kansas       |                          |                |
| Havre            | Montana      |                          |                |
| Hays             | Kansas       |                          |                |
| Huron            | Dél-Dakota   |                          |                |
| Ironwood         | Michigan     |                          |                |
| Joplin           | Missouri     |                          |                |
| Kansas City      | Missouri     |                          |                |
| Kearney          | Nebraska     |                          |                |
| Kingman          | Arizona      |                          |                |
| Laramie          | Wyoming      |                          |                |
| Las Vegas        | Nevada       | Harry Reid International | bázisrepülőtér |
| Lewistown        | Montana      |                          |                |
| Liberal          | Kansas       |                          |                |
| Manhattan        | Kansas       |                          |                |
| Manistee         | Michigan     |                          |                |
| Mc Cook          | Nebraska     |                          |                |
| Merced           | Kalifornia   |                          |                |
| Miles City       | Montana      |                          |                |
| Milwaukee        | Wisconsin    |                          |                |
| Moab             | Utah         |                          |                |
| North Platte     | Nebraska     |                          |                |
| Ontario          | Kalifornia   |                          | bázisrepülőtér |
| Page             | Arizona      |                          |                |
| Phoenix          | Arizona      | Sky Harbor               | bázisrepülőtér |
| Pierre           | Dél-Dakota   |                          |                |
| Prescott         | Arizona      |                          |                |
| Pueblo           | Colorado     |                          |                |
| Rhinelander      | Wisconsin    |                          |                |
| Riverton         | Wyoming      |                          |                |
| Rock Springs     | Wyoming      |                          |                |
| Salina           | Kansas       |                          | április 18-ig  |
| Scottsbluff      | Nebraska     |                          |                |
| Sheridan         | Wyoming      |                          |                |
| Show Low         | Arizona      |                          |                |
| Sidney           | Montana      |                          |                |
| Silver City      | Új-Mexikó    |                          |                |
| Telluride        | Colorado     |                          |                |
| Vernal           | Utah         |                          |                |
| Visalia          | Kalifornia   |                          |                |
| Williston        | Észak-Dakota |                          |                |
| Wolfpoint        | Észak-Dakota |                          |                |
| Worland          | Wyoming      |                          |                |

## Flotta
A légitársaság 6 darab 30 üléses Embraer 120-as, és 29 darab 19 üléses Beechcraft Beech 1900D típusú járatokat üzemeltet. A Great Lakes Airlines a világ legnagyobb Beech 1900D üzemeltetője.